# Jean-Baptiste Roman
Pour les articles homonymes, voir Roman et Jean-Baptiste Romane.
Jean-Baptiste Roman, né à Paris le 31 octobre 1792 et mort dans la même ville le 11 février 1835, est un sculpteur français.
Il est l'auteur de sculptures de style néoclassique en marbre de personnages historiques, mythologiques ou contemporains, conservées à Paris au musée du Louvre.

## Biographie
Jean-Baptiste Roman est un élève de Pierre Cartellier. Il obtient le deuxième prix de Rome en 1812 et le premier en 1816.
En 1822, Roman exécute l’Innocence pour le prix de Rome, mais cette année-là, le prix n'est pas attribué en raison de la faiblesse des œuvres présentées. La même année, il présente un modèle en plâtre de Nisus et Euryale, dont il enverra le marbre au Salon de 1827. Ce groupe, inspiré de Virgile, représente la mort de deux amants légendaires.
Roman figure au Salon de 1824 à 1831.
Il réalise le buste du peintre Anne-Louis Girodet, conservé à Paris dans l'église de la Sorbonne[réf. nécessaire].
Vers 1829, il achève en collaboration avec Louis Petitot les figures et bas-reliefs en marbre exécutés d'après les dessins de l'architecte Auguste Caristie pour le mausolée des victimes de Quiberon, dit aussi Monument de Quiberon. Ce mausolée, qui donne accès au caveau funéraire contenant les ossements, se trouve dans une chapelle sépulcrale construite à cette fin par Caristie dans l'enclos de l'ancienne chartreuse d'Auray à Brec'h, aujourd'hui domaine privé.
En 1831, Louis-Philippe Ier, récemment porté au pouvoir, passe commande de plusieurs statues en marbre, dont celles de nombreux héros de l'Antiquité célèbres pour leur courage, leur dévouement patriotique ou civique ou leur stoïcisme ; ainsi, Le Soldat de Marathon de Jean-Pierre Cortot, Philopoemen de David d'Angers et Caton d'Utique de Jean-Baptiste Roman. Ces trois statues sont présentées au Salon de 1834. Le marbre de Cortot est envoyé aux Tuileries en pendant du Prométhée de James Pradier. Les statues de David d'Angers et de Roman sont conservées au musée du Louvre.
À la mort de Roman en 1835, la statue de Caton d'Utique lisant le Phédon avant de se donner la mort est inachevée. François Rude la termine et la présente en 1840.
Roman est nommé chevalier de la Légion d'honneur en 1827 et devient membre de l'Institut en 1831. Louis Petitot lui succède au 6e fauteuil de la section sculpture de l'Académie des beaux-arts.
Roman meurt le 11 février 1835 et est inhumé deux jours après à Paris au cimetière du Père-Lachaise (53e division).

Œuvres de Jean-Baptiste Roman
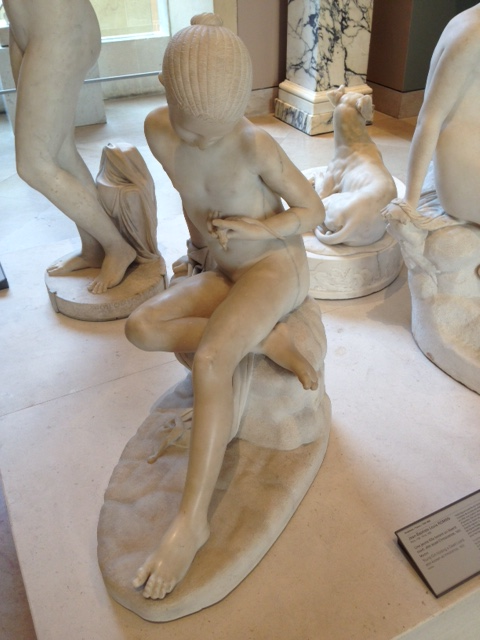
L'Innocence ou Jeune fille tenant un lézard mort (1822), Paris, musée du Louvre.
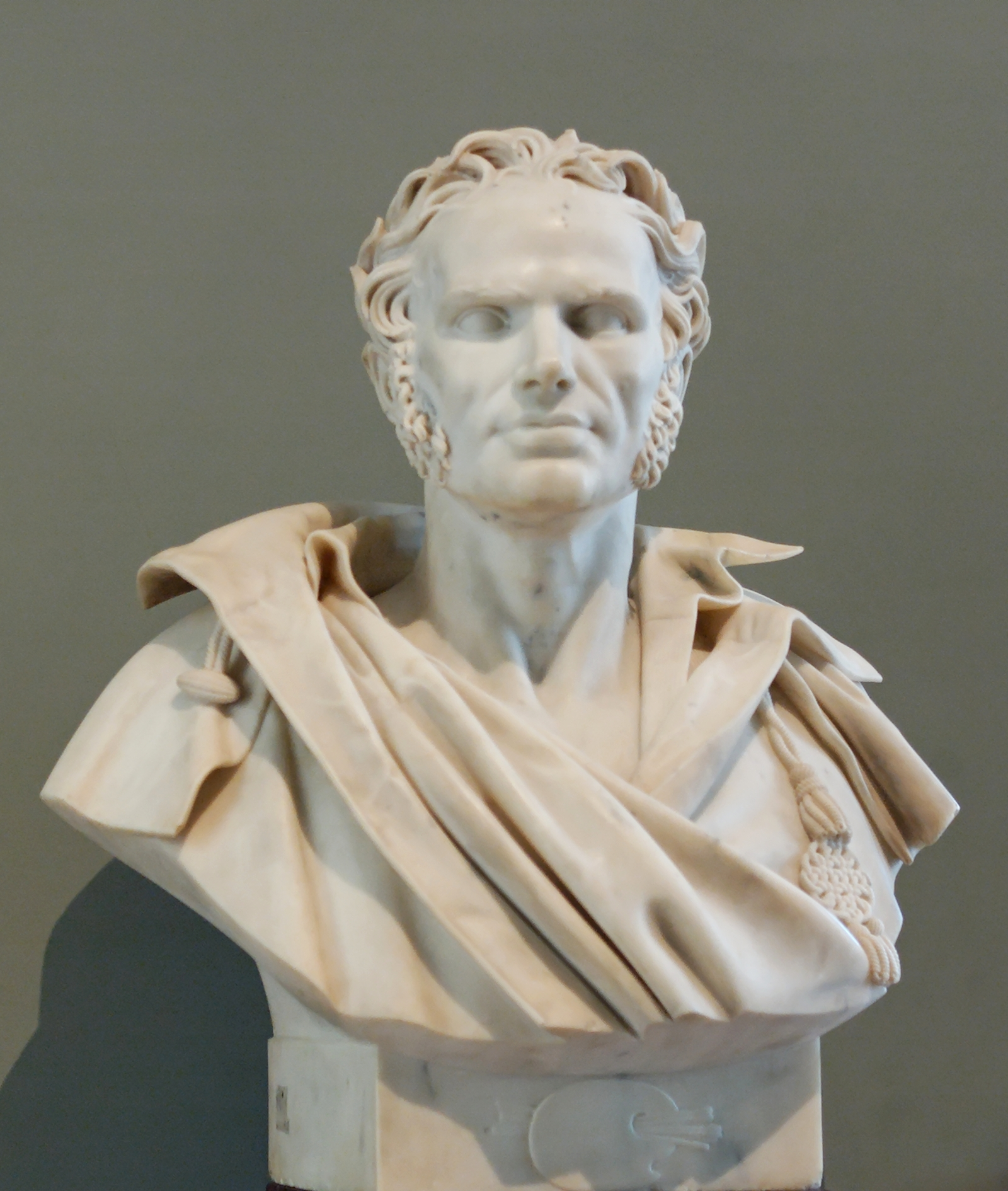
Anne-Louis Girodet (1827), Paris, musée du Louvre.
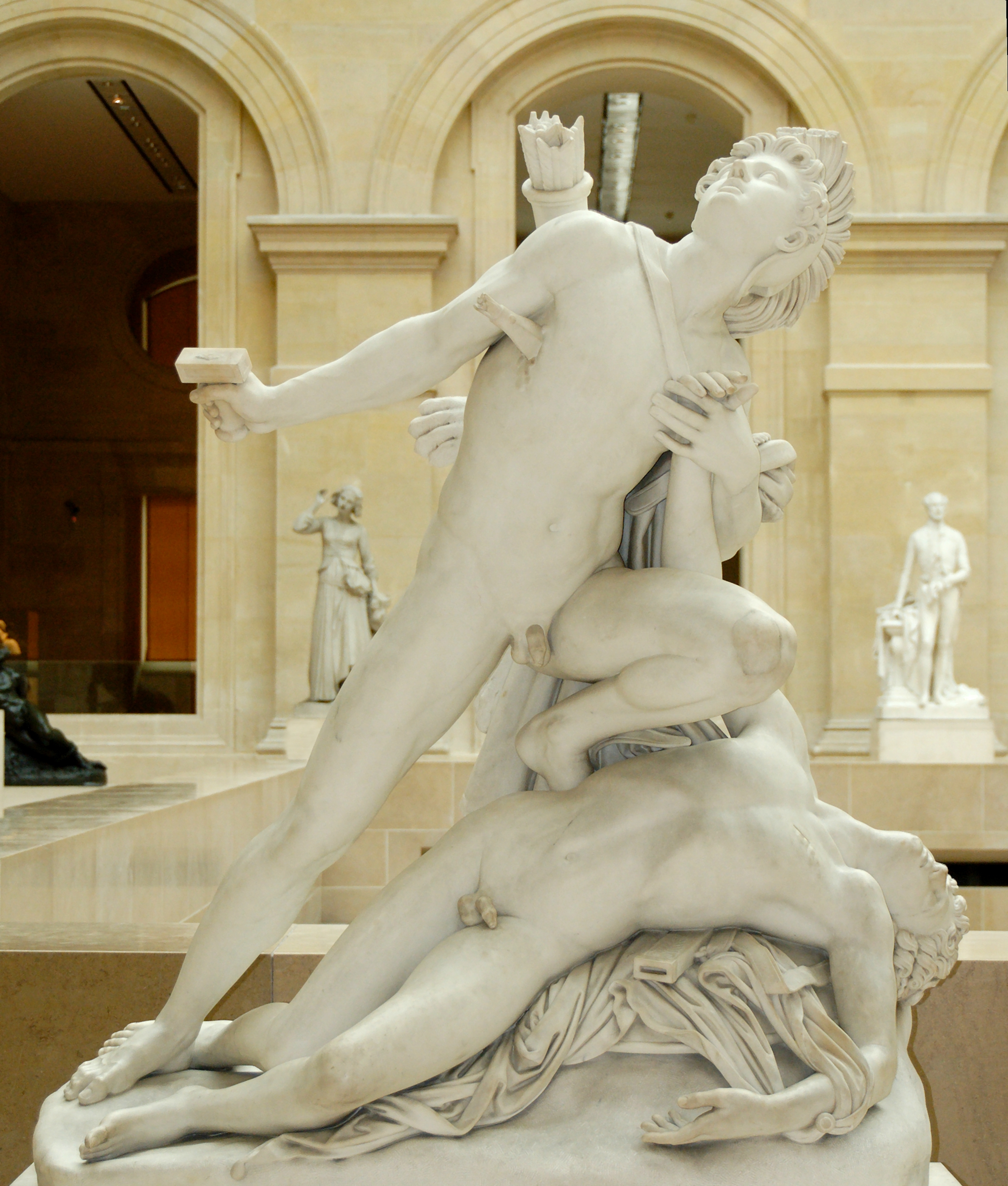
Nisus et Euryale (1827), Paris, musée du Louvre.
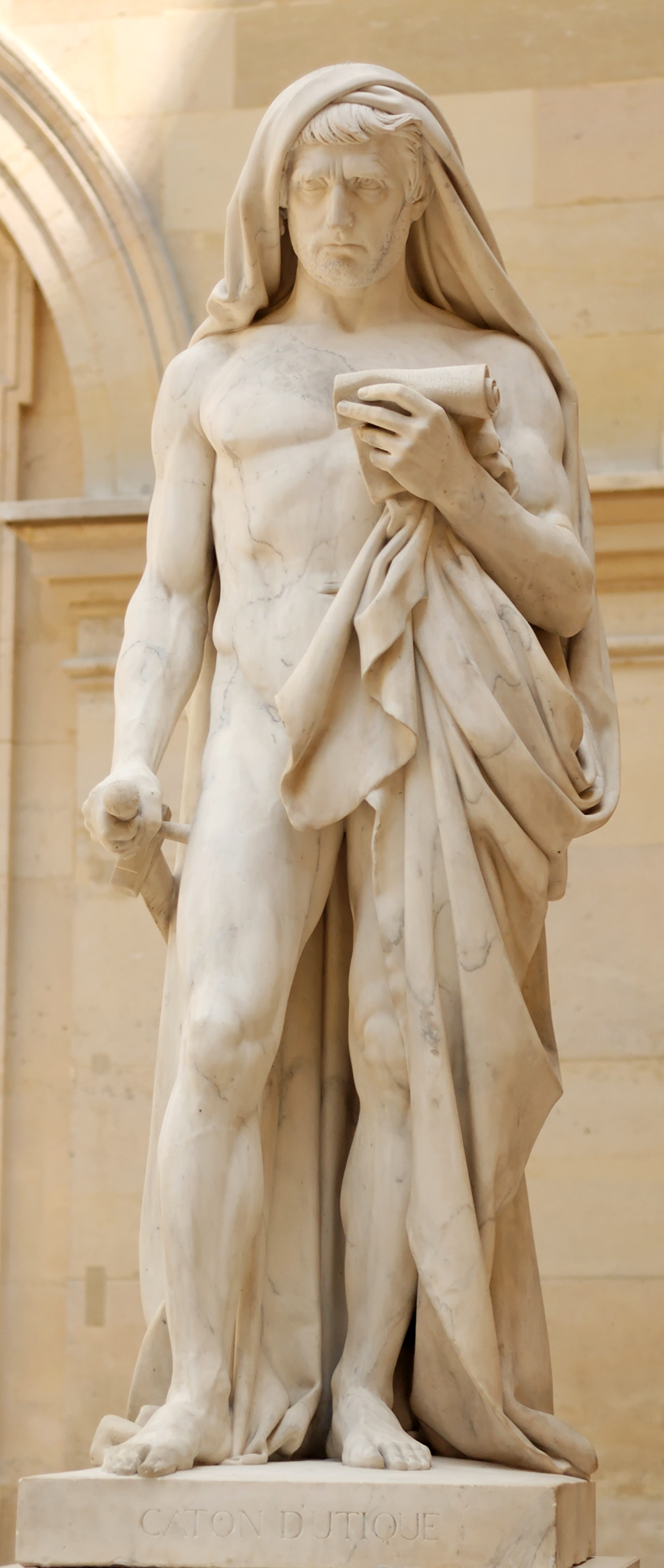
Caton d'Utique lisant le Phédon (1840), Paris, musée du Louvre.